# Nov, Golan Heights
Nov (tiếng Hebrew: נוֹב) là một khu định cư của Israel và moshav tôn giáo ở phía nam Cao nguyên Golan, thuộc chính quyền của Israel. Nằm ở phía đông của Biển hồ Galilee, nó thuộc thẩm quyền của thành phố Hội đồng khu vực Golan. Năm 900 nó có dân số 900. [1]
Cộng đồng quốc tế coi các khu định cư của người Israel ở Cao nguyên Golan là bất hợp pháp theo luật pháp quốc tế, nhưng chính phủ Israel tranh chấp điều này.

## Lịch sử
Khu định cư được thành lập vào năm 1974 trên trang trại Mazraat Nab có khoảng 330 cư dân trước khi nó bị hủy bỏ vào năm 1967. Nó được đặt theo tên của một ngôi làng trên địa điểm được đề cập trong Jerusalem Talmud. Các trang web được đề cập trong khảm thế kỷ thứ ba của Rehob.

## Cư dân đáng chú ý
- Effi Eitam